# Zbigniew Antoniewicz
Zbigniew Antoniewicz (ur. 28 lutego 1972) – polski aktor teatralny i telewizyjny, także asystent reżysera w teatrze.

## Życiorys
W 1995 ukończył studia w Państwowej Wyższej Szkole Teatralnej w Warszawie, w tym samym roku – 11 czerwca – zadebiutował w teatrze.
W 1995 był aktorem Lubuskiego Teatr im. Kruczkowskiego w Zielonej Górze. Od 1996 jest aktorem w Teatru im. Wojciecha Bogusławskiego w Kaliszu.

## Spektakle teatralne
- 1995 – Szalona klasa jako Jacek (reżyseria Ewa Marcinkówna)
- 1995 – Rany Julek (reż. Marek Pacuła)
- 1996 – Hamlet jako Horacjo (reż. Waldemar Matuszewski)
- 1996 – Opera za trzy grosze jako Żebrak (reż. Jan Buchwald)
- 1996 – Calineczka jako Żabol 2 / Strażnik 2 / Kret 4 / Ibis (reż. Jacek Medwecki)
- 1997 – Balladyna jako Skierka (reż. Stanisław Banaś)
- 1997 – Czarna komedia jako Schuppanzigh (reż. J. Buchwald)
- 1997 – Sen nocy letniej jako Lizander (reż. Jacek Bunch)
- 1998 – Zemsta jako Wacław (reż. Cezary Morawski)
- 1998 – Wariat i zakonnica jako Mieczysław Walpurg (reż. Rafał Matusz)
- 1998 – Alicja w Krainie Czarów jako Ptak 6 / Strażak / Karta / Joker (reż. Jacek Medwecki)
- 1998 – Romeo i Julia jako Benwolio (reż. Bartłomiej Wyszomirski)
- 1999 – Szewcy jako Kmieć / Towarzysz Abramowski (reż. Andrzej Dziuk)
- 1999 – Choroba młodości jako Alt (reż. Iwona Kempa)
- 1999 – Krwawe gody jako Gość weselny (reż. Jan Nowara)
- 1999 – Ślub jako Władzio (reż. Waldemar Śmigasiewicz)
- 1999 – Królowa Śniegu jako Wicher / Hiacynt / Zbój / Kawaler (reż. Włodzimierz Nurkowski)
- 2000 – Tartufe jako Bojówkarz / Tajniak (reż. Jacek Sut)
- 2000 – Antyklimaks jako Policjant / Lekarz / Ksiądz (reż. zbiorowa)
- 2001 – Dziady jako Diabeł II / Łotr II / Lokaj II (reż. Maciej Sobociński)
- 2001 – Piaf jako Eddie / Niemiec I / Marynarz I (reż. Jan Szurmiej)
- 2001 – Plumpa, czyś ty zwariowała?! (reż. Robert Czechowski)
- 2002 – Kaligula jako Cherea (reż. R. Czechowski)
- 2002 – Ptaki jako Koryfeusz / Chór (reż. Mirosław Kocur)
- 2003 – Cień Józefa jako Jacques (reż. Paweł Kamza)
- 2003 – Wszystko w rodzinie jako Dr Mike Connolly (reż. Paweł Pitera)
- 2003 – Jak wam się podoba jako Ambroży Ambaras / Walenty (reż. R. Czechowski)
- 2004 – Zwierzęta doktora Dolittle jako Żaba / Bumpo (także asystent reżysera; reż. Jerzy Bielunas)
- 2005 – Z rączki do rączki jako Norman Bassett (reż. P. Pitera)
- 2005 – Wszystko będzie dobrze jako Mariusz (reż. Maciej Wierzbicki)
- 2005 – Pinokio jako Dyrektor Cyrku (reż. Marcin Bortkiewicz)
- 2006 – Historia komunizmu jako Stalin (reż. József Czajlik)
- 2007 – Czego nie widać jako Lloyd Dallas (także asystent reżysera, reż. Paweł Okoński)
- 2007 – Opowieści o zwyczajnym szaleństwie jako Mucha (także asystent reżysera, reż. Michał Kotański)
- 2021 – Kim jest Pan Smith jako psychiatra, (reż. Cezary Iber)[2]

## Filmografia
- 2004 – Fala zbrodni jako "Japa", wspólnik młodego Uchalskiego (reż. Krzysztof Lang)
- 2006 – Fala zbrodni Jako " Nono" (odc.65) (reż. Filip Zylber)
- 2007 – Biuro kryminalne jako Stefan Klimek (reż. Dominik Matwiejczyk)